# Мита
Мита (исп. mita, на языке кечуа — обязательная очерёдность) — форма принудительного труда в сельских общинах империи инков, а позже в испанских колониях в Америке, при которой выделение людей на общественные работы производилось с помощью жеребьёвки. Из нескольких индейцев жребием выбирался один, который должен был отрабатывать миту в течение определённого времени.

## Мита в империи инков
Изобретённая инками мита означала обязанность всех (или почти всех) подданных империи работать на строительствах государственного значения, а также выполнять другие необходимые работы, в том числе на государственных рудниках. Существовали также пастушья мита, мита, возлагавшая на индейцев обязанность прислуживать в домах королевских чиновников, воинская служба, мита по посадке коки и пр.
Как правило, мита ограничивалась тремя месяцами в году, на рудниках не более одного месяца. Миту должны были отрабатывать мужчины в возрасте от 25 до 50 лет, которых запрещалось переводить в климатические условия, отличные от тех, в которых они привыкли жить. Люди старше 60 лет освобождались от трудовой повинности, а люди старше 50 лет работали значительно меньше других. Неспособные отрабатывать миту (больные, а также вдовы), получали от государства бесплатно одежду и пищу.
Мита давала государству инков возможность за несколько дней сосредоточить на важных работах десятки тысяч людей. Благодаря ей очень быстрыми темпами строились дороги, водопроводы, оросительные системы, мосты, дворцы, святилища и крепости.

## Мита в испанских колониях в Америке
Испанские завоеватели Латинской Америки использовали миту для эксплуатации индейцев в своих колониях. На её основе индейцев отправляли на принудительные работы продолжительностью до 300 дней в году. За свой каторжный труд индеец получал лишь 14—18 песо в год, причём из его «жалованья» колониальная администрация удерживала ещё до его выплаты 8 песо налога и 3 песо за рабочую одежду. Соответственно, даже самый прилежный индеец за целый год рабского труда практически не получал ничего. Более того, часто его «повинности» даже превышали годовой заработок, и для оплаты «долга» им приходилось трудиться сверх положенного срока, то есть фактически индеец был вынужден работать непрерывно.
В результате подобной эксплуатации индейское население стало стремительно вымирать. В начале XIX века мита была отменена.

### Книги
- Купрієнко С.А. Суспільно-господарський устрій імперії інків Тавантінсуйу : автореф. дис. на здобуття наук. ступеня канд. істор. наук : 07.00.02. (укр.) / Купрієнко Сергій Анатолійович ; КНУ імені Тараса Шевченка. — Киев: ЛОГОС, 2013. — 20 с.
- Куприенко С.А. Источники XVI-XVII веков по истории инков: хроники, документы, письма / Под ред. С.А. Куприенко.. — Киев: Видавець Купрієнко С.А., 2013. — 418 с. — ISBN 978-617-7085-03-3.
- Пачакути Йамки Салькамайва, Куприенко С.А. Доклад о древностях этого королевства Перу / пер. С. А. Куприенко.. — Киев: Видавець Купрієнко С.А., 2013. — 151 с. — ISBN 978-617-7085-09-5.
- Талах В.Н., Куприенко С.А. Америка первоначальная. Источники по истории майя, науа (астеков) и инков / Ред. В. Н. Талах, С. А. Куприенко.. — Киев: Видавець Купрієнко С.А., 2013. — 370 с. — ISBN 978-617-7085-00-2.

### Статьи
- Купрієнко C. А. Система державного управління господарством в імперії інків. (укр.) // Дні науки історичного факультету-2011: Матеріали {IV} Міжнародної наукової конференції молодих учених, присвяченої 20-річчю Незалежності України. Вип. {IV:} у 6-х част. : журнал. — Киев, 2011. — Вип. IV. — С. 33–34.
- Купрієнко С. А. Функціонування системи постоялих дворів, складів і сховищ в Імперії інків. (укр.) // Вісник Академії праці і соціальних відносин Федерації профспілок України: Науковий збірник : журнал. — Киев, 2011. — Вип. 3(59). — С. 110—115.
- Купрієнко C. А. Імперія інків. Кіпу з Чупачу: організація праці, календар і чисельність населення. (укр.) // Дні науки історичного факультету-2012: Матеріали V Міжнародної наукової конференції молодих учених. – Вип. V: у 7-х част. : журнал. — Киев, 2012. — Вип. V. — С. 19–21.
- Куприенко C. А. Историография общественно-хозяйственного устройства империи инков // Проблемы истории, филологии, культуры : журнал. — Москва-Магнитогорск-Новосибирск, 2013. — Вып. 1 (39). — С. 57—64. — ISSN 1991-9484. Архивировано 28 мая 2016 года.
- Куприенко C. А., Ракуц Н. В. Система государственного накопления и распределения продукции в империи инков // Ойкумена. Регионоведческие исследования : журнал. — 2013. — Вып. 2. — С. 87—94. — ISSN 1998-6785.
- Куприенко C. А. Фискальная политика империи инков: проблема существования подати, дани, повинностей. // Научная конференция XVIII Сергеевские чтения : конференция. — М., 2013. — С. 27–28.